# Naidangiin Tüvshinbayar
Naidangiin Tüvshinbayar (tiếng Mông Cổ: Найдангийн Түвшинбаяр, sinh ngày 01 tháng 6 năm 1984 trong tổng Saikhan sum) là một vận động viên judo Mông Cổ.
Tại Đại hội Thể thao châu Á 2006, anh đã hoàn thành ở vị trí thứ năm cho hai nội dung (dưới 100 kg) và giải hạng cân mở rộng.
Anh đã giành được một huy chương vàng tại Thế vận hội 2008 tại Bắc Kinh. Anh là người Mông Cổ đầu tiên giành một huy chương vàng tại Thế vận hội, sau khi đánh bại Askhat Zhitkeyev. của Kazakhstan. Ngày 14 tháng 8 năm 2008, anh được phong là vận động viên danh dự quốc gia của Mông Cổ cũng như danh hiệu anh hùng lao động.
Tại Thế vận hội Mùa hè 2012 ở London, anh đã giành được một huy chương bạc, trở thành 1 tuyển thủ đoạt nhiều huy chương Thế vận hội từ Mông Cổ. Hiện anh đang sinh sống tại Ulan Bator.